# Matteo Maria Boiardo
Matteo Maria Boiardo, hrabia di Scandiano (ur. 1441, zm. 20 grudnia 1494) – włoski poeta, związany z dworem Estów w Ferrarze, gubernator Modeny i Reggio Emilia.
Matteo Maria Boiardo urodził się w rodzinnej posiadłości Scandiano koło Reggio Emilia. Do dziesiątego roku życia przebywał wraz z ojcem na dworze w Ferrarze. Po śmierci ojca jego wychowaniem zajął się dziadek Feltrino, humanista. W młodym wieku został panem rozległych dóbr, zmuszonym do zarządzania majątkiem i prowadzenia sporów z krewnymi zgłaszającymi pretensje do części dziedzictwa. W 1469 roku zakochał się w Antonii Caprara, która stała się odtąd muzą jego poezji lirycznej.
W 1476 roku wstąpił na służbę księcia Ferrary Herkulesa I d’Este. Następne trzy lata spędzone w Ferrarze miały decydujący wpływ dla jego rozwoju. Pod wpływem kultywowanej na dworze ferraryjskim literatury rycerskiej Boiardo rozpoczął pracę nad dziełem swego życia Rolandem zakochanym (Orlando inamorato).
Po zawarciu małżeństwa z Taddeą Gonzaga di Novellara objął urząd gubernatora Modeny. Zapadł w tym czasie na zdrowiu. Mimo to nadal intensywnie pracował nad poematem, którego pierwsze wydanie ukazało się w 1483 roku w Reggio Emilia. W 1487 roku został gubernatorem tego miasta. Po wkroczeniu do Włoch w 1494 roku armii Karola VIII, starał się chronić przed Francuzami miejscową ludność. Zmarł w grudniu tego roku.
Boiardo jest autorem przekładów z łaciny na włoski. W 1476 roku ukazał się zbiór jego pieśni zatytułowany Canzoniere, w którym opiewa piękną Antonię Caprarę. Jednak dziełem, z powodu którego jest uznawany za najwybitniejszego poetę włoskiego XV wieku, został poemat rycerski Roland zakochany.

## Życiorys

### Przodkowie
Rodzina Boiardów wywodziła się z Rubbiery – majątku położonego pomiędzy Modeną a Reggio. XIII-wieczny kronikarz franciszkański, Salimbene, opowiada o Bonifacym Boiardo, który poproszony o pomoc przez głodzonych przez skąpego opata mnichów klasztoru S. Prospero di Reggio napadł w 1286 roku na klasztor w czasie obiadu, wypędził opata i, korzystając ze sposobności, zrabował, co się dało. Po jego odjeździe opat powrócił i postawił u bram klasztoru czterdziestu przychylnych sobie mieszczan. Nie dał im jednak jeść, tak jak wcześniej swoim cystersom. Kiedy mieszczanie poszli do miasta, by się pożywić, Boiardo przybył ponownie i na dobre przegnał opata.

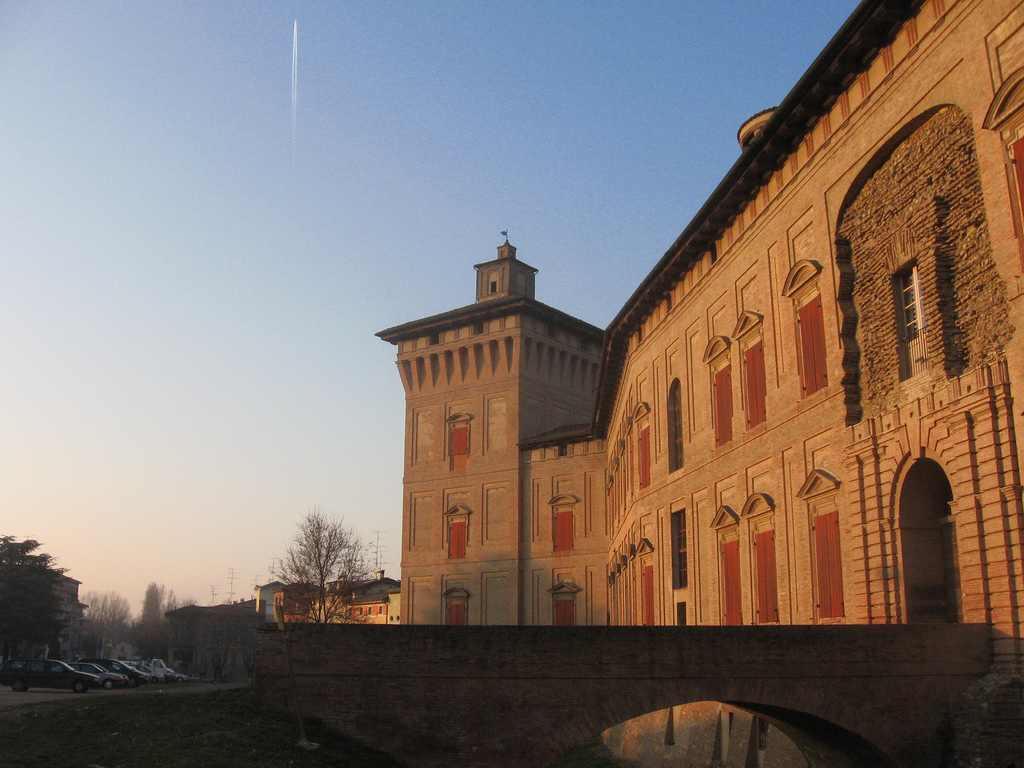
Zamek Boiardów w Scandiano

Na początku XIV wieku Mikołaj III d’Este nadał Boiardom w zamian za Rubbierę górskie miasteczko Scandiano wraz z przynależnymi do niego posiadłościami. Ród Boiardów, Comites Scandiani et Casalgrande, był wierny Estom ferraryjskim, dostarczał im kondotierów, podestów i biskupów. Hrabiowie ze Scandiano brali udział we wszystkich poważniejszych poselstwach swoich władców. Feltrino Boiardo, dziad poety, uczestniczył w trzymiesięcznej pielgrzymce Mikołaja III do Ziemi Świętej w 1413 roku, należał też potem do koła literackiego Leonella d’Este (1441–1450).

### Młodość
Ojciec poety, Giovanni Boiardo, poślubił siostrę Tita Strozziego. Z małżeństwa tego urodził się w 1441 roku w Scandiano Matteo Maria Boiardo. Do dziesiątego roku życia przebywał wraz z ojcem, urzędnikiem książąt d’Este, na dworze w Ferrasrze. Pod wpływem wuja Strozziego nauczył się wówczas dobrze łaciny, nigdy natomiast nie opanował greki. Po śmierci ojca wrócił do rodzinnego Scandiano, gdzie jego wychowaniem zajął się dziadek Feltrino. Scandiano miało w tym czasie dwóch właścicieli: część majątku należała do ojca poety, drugą władał jego stryj Giulio Ascanio, żonaty z Kornelią Tadeą Pio z Carpi. Po śmierci Giovanniego, wobec niepełnoletności poety, zarząd nad całym majątkiem objął stryj Guilio Ascanio, jednak kiedy i on zmarł w 1454 roku, Matteo przejął należną mu część.
W 1462 roku gubernatorem Modeny został Herkules d’Este, który właśnie powrócił z Neapolu. W krótkim czasie jego dwór zaczął przyciągać okoliczną szlachtę. Jednocześnie w Reggio jego brat Sigismondo d’Este także zgromadził wokół siebie niemałą grupę przyjaciół. Boiardo bywał częstym gościem na obydwu dworach, szczególnie jednak zaprzyjaźnił się z Herkulesem. 4 kwietnia 1469 roku na wyścigach w Reggio poznał osiemnastoletnią Antonię Caprarę, w chwili, gdy jak potem pisał: miłość ulewnym deszczem padała ze wszystkich stron świata. Antonia stała się odtąd muzą jego poezji lirycznej. W 1471 roku Herkules wstąpił na tron Ferrary, a Matteo rok później ożenił się z Taddeą di Giorgio z hrabiów Gonzagów z Novellary, bocznej linii Gonzagów panujących w Mantui. Taddea miała ładne oczy i łagodny wyraz twarzy, nie była jednak wybitną pięknością. Matteo był z nią jednak szczęśliwy, a dom ich zasłynął z gościnności i dobroczynności. Niech ci Bóg ześle Boiardów do domu, a szczęście z nimi zawita mawiano w Scandiano i Reggio.

### Spór o Scandiano

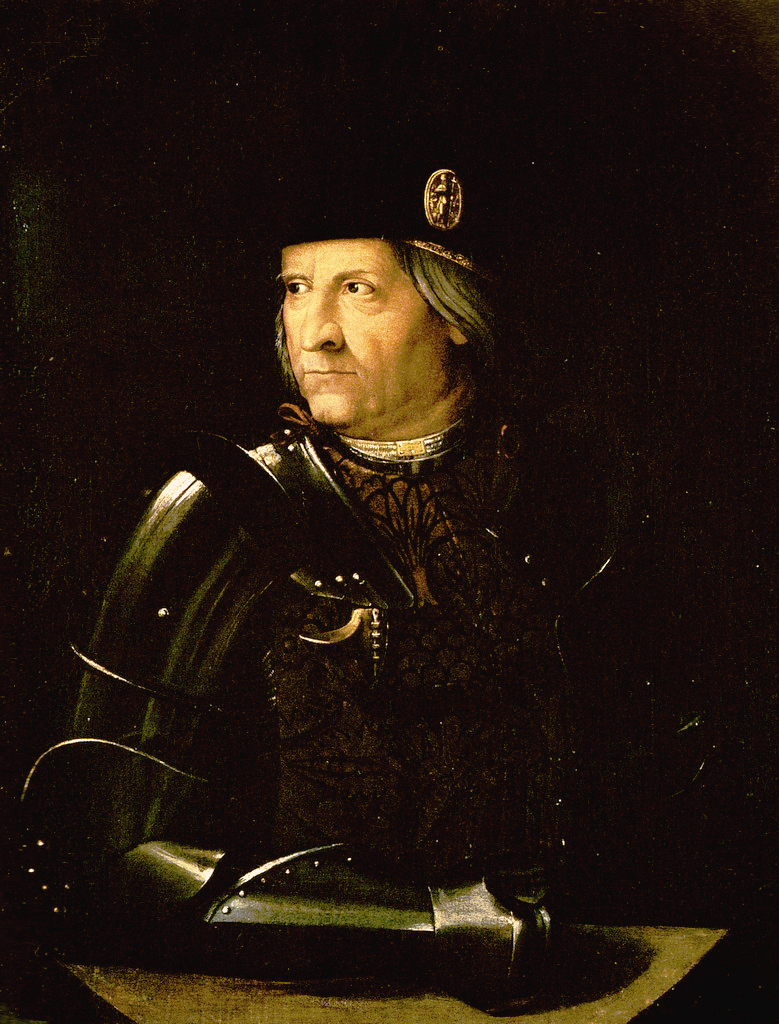
Herkules I d’Este, protektor poety

Dobra skandiańskie tylko w połowie należały do Mattea Marii. Właścicielem drugiej połowy był jego stryjeczny brat Giovanni Boiardo, syn Giulia Ascania, w którego imieniu gospodarowała matka, Kornelia Taddea z domu Pio z Carpi. Kornelia Taddea nienawidziła poety i jego młodej żony. Do zaognienia tej nienawiści przyczyniły się dodatkowo wydarzenia, które zaszły w 1473 roku. Piowie, którzy od dawna prowadzili spór z gminą Reggio o wodę z kanału rzeki Secchii, latem 1473 roku wraz z dwustoma carpigianami wtargnęli na terytorium miasta Reggio, przecięli kanał idący do Reggio i skierowali wodę z Secchii do Carpi. Matteo Maria, który w myśl rodowej tradycji występował zawsze jako defensor et propugnator Reipublicae Reginae, wyruszył ze swoimi ludźmi i przywrócił wodę Reggio. Rozgniewana stryjenka w porozumieniu ze swym bratem Markiem Pio, postanowiła otruć Boiarda. Posłużono się w tym celu notariuszem Szymonem Boioni z Reggio. Pozyskany przez trucicieli zaufany sługa Boiarda poszedł do Carpi po truciznę, w ostatniej chwili zabrakło mu jednak odwagi, by ją podać swemu panu. Wyjawił mu wszystko, a Boiardo, pochwyciwszy Boioniego, zawiózł go wraz ze świadkami do Ferrary. Książę zbadał truciznę i nakazał uwięzić Marka Pio. Ponieważ jednak sprawa dotyczyła potężnej rodziny Piów, proces został wkrótce umorzony i jedynie Szymon Boioni został wygnany z ferraryjskiego państwa. W rok później zresztą jego brat Boione wystarał się dla niego o prawo powrotu do ojczyzny.
Po zamachu książę zaproponował poecie inne dobra w zamian za jego dziedzictwo. Boiardo nie chciał się jednak na to zgodzić i prosił o podział klucza skandiańskiego. Ostatecznie w 1475 roku dominium Boiardów zostało podzielone pomiędzy dwie linie; Scandiano zostało przyznane poecie. Pobyt w rodzinnym zamku stał się jednak po tych wydarzeniach dla Mattea Marii niemiły i w 1475 roku przeniósł się wraz z rodziną do Ferrary.

### W służbie księcia
Pomiędzy 1476 a 1479 rokiem poeta zamieszkał w pałacu przy via Ripa Grande, gdzie mógł przez jakiś czas w spokoju oddawać się pracom literackim. Zapewne pod wpływem ferraryjskich humanistów przetłumaczył na włoski Herodota i Cyropedię Ksenofonta, z łaciny (greką nie władał w wystarczającym stopniu). Napisał też rodzaj streszczenia Metamorfoz Apulejusza. Dwór w Ferrarze był od dawna ważnym ośrodkiem kultury humanistycznej, a jednocześnie miejscem, gdzie kwitły tradycje rycerskie. Biblioteka dworska posiadała obszerny zbiór średniowiecznych romansów rycerskich: toskańskich, franko-weneckich i francuskich. Pod wpływem tej literatury w 1476 roku Boiardo rozpoczął pracę nad dziełem swego życia: Rolandem zakochanym (Orlando innamorato), które we fragmentach czytał na dworze książęcym.
W 1479 roku Herkules I mianował Boiarda gubernatorem Modeny. Stosunki w mieście były napięte, a Boiardo, jak się wydaje, nie miał dość energii, aby panować nad spierającymi się stronnictwami, dlatego później pisano, że Modena była w tym czasie źle rządzona. Prawdopodobnie również książę nie był ze swego gubernatora zadowolony, więc z końcem 1482 roku Boiardo podał się do dymisji i powrócił do Scandiano. W okresie urzędowania w Modenie poeta zapadł na zdrowiu. Mimo to nadal intensywnie pracował nad poematem, którego pierwsze wydanie ukazało się w 1483 roku w Reggio Emilia.

### Ostatnie lata

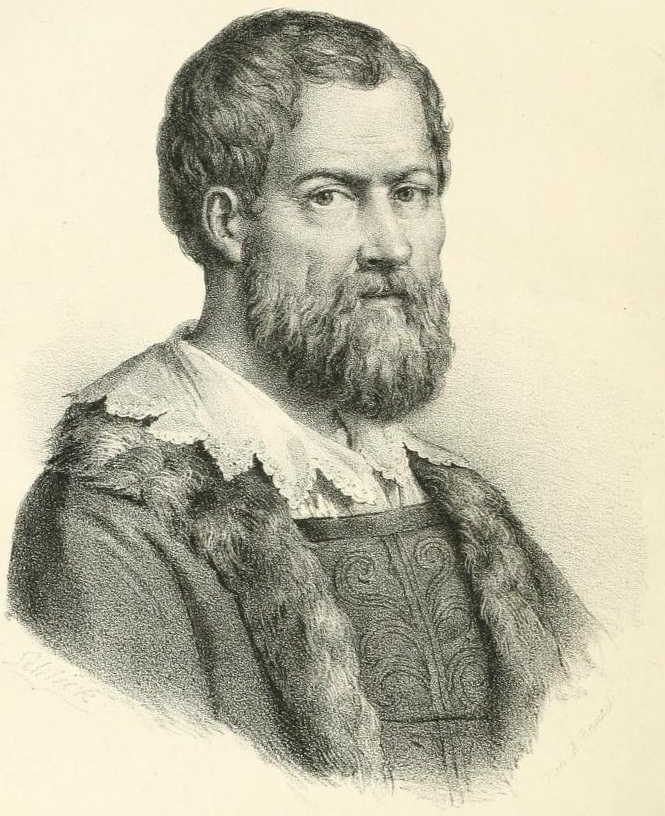
Matteo Maria Boiardo w latach dojrzałych

W styczniu 1487 roku Boiardo został gubernatorem Reggio, gdzie Boiardów lubiano i gdzie stosunki były zdecydowanie prostsze niż w Modenie. Jego władzy podlegali kapitanowie bram i wojsko strzegące murów oraz załogi zamków całego okręgu. W mieście i na terytorium do niego należącym zastępował księcia, czuwał nad porządkiem publicznym, z nim też musiał się porozumiewać podesta i urząd miejski. W listach z tego okresu skarżył się, że zmuszony jest mieszkać w starej cytadeli, una trista casa. Nie był też zadowolony z niskiej pensji (75 lirów miesięcznie), z której musiał utrzymać pięć koni i pięciu służących, w tym trzech zdolnych do służby wojskowej, jak również sekretarza.
Udręką tego okresu były dla poety częste kontrole komisarzy z Ferrary. Boiardo skarżył się szczególnie na Beltramina i Ludwika Orsinich, nadużywających swojego mandatu, żądających w czasie swego pobytu w Modenie najlepszych mieszkań i wykwintnych mebli, wypożyczanych, na ich przyjazd, od najbogatszych mieszczan. Zmuszony był też surowo występować przeciw szerzącej się przestępczości, co przyniosło sporo udręki jego łagodnej naturze. W listach gęsto tłumaczył się księciu z robionych mu zarzutów: o ukrywanie bandytów w swojej posiadłości w Scandiano czy o istnienie w Reggio szajki fałszerzy weneckich monet. Książę był jednak dla niego zawsze łaskawy. Musiał też swojemu gubernatorowi ufać, skoro powierzył mu w czasie wojny z Wenecją doglądanie stanu i uzbrojenia fortec. Po zakończeniu wojny Boiardo otrzymał od księcia przywilej odbywania w Scandiano dziesięciodniowych jarmarków w czasie Wielkiejnocy, o które bardzo zabiegał.
W 1494 roku do Włoch na prośbę Ludwika Moro wkroczyły francuskie oddziały Karola VIII. Herkules I zapewnił wojskom francuskim przejście przez teren księstwa Reggio i utrzymanie za niewielką opłatą. Cały ciężar przemarszu wojsk spadł na Boiarda. Bolejąc nad tym najazdem, opisywał księciu szczegółowo francuskie wojsko, dobrze uzbrojone, na dobrych koniach, które jednak wzywa diabła, krzycząc Diable, tak jak żołnierze Herkulesa I wołali Diamante. W dodanej wówczas oktawie, kończącej Rolanda zakochanego pisał:
Podczas gdy śpiewam, Boże Zbawicielu,

Widzę Italię w ogniu i w płomieniach

Wskutek tych Gallów, którzy wielką siłą

Pustoszą miasta i sioła wokoło
Całą jesień ciężko chorował. Zmarł 19 grudnia 1494 roku, opłakiwany przez mieszkańców miasta.

## Twórczość

### Przekłady

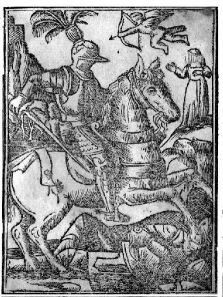
Rycina przedstawiająca walczącego Rolanda

Boiardo tworzył w języku łacińskim oraz włoskim. W młodości przetłumaczył na zlecenie Herkulesa d’Este z łaciny kilka dzieł starorzymskich i greckich: Historię Herodota, Cyropedię Ksenofonta, O sławnych mężach Korneliusza Neposa, Metamorfozy Apulejusza. Dla Herkulesa ułożył też łacińskie Carmina de laudibus Estensium (Pieśni na cześć rodu d’Este).

### Canzoniere

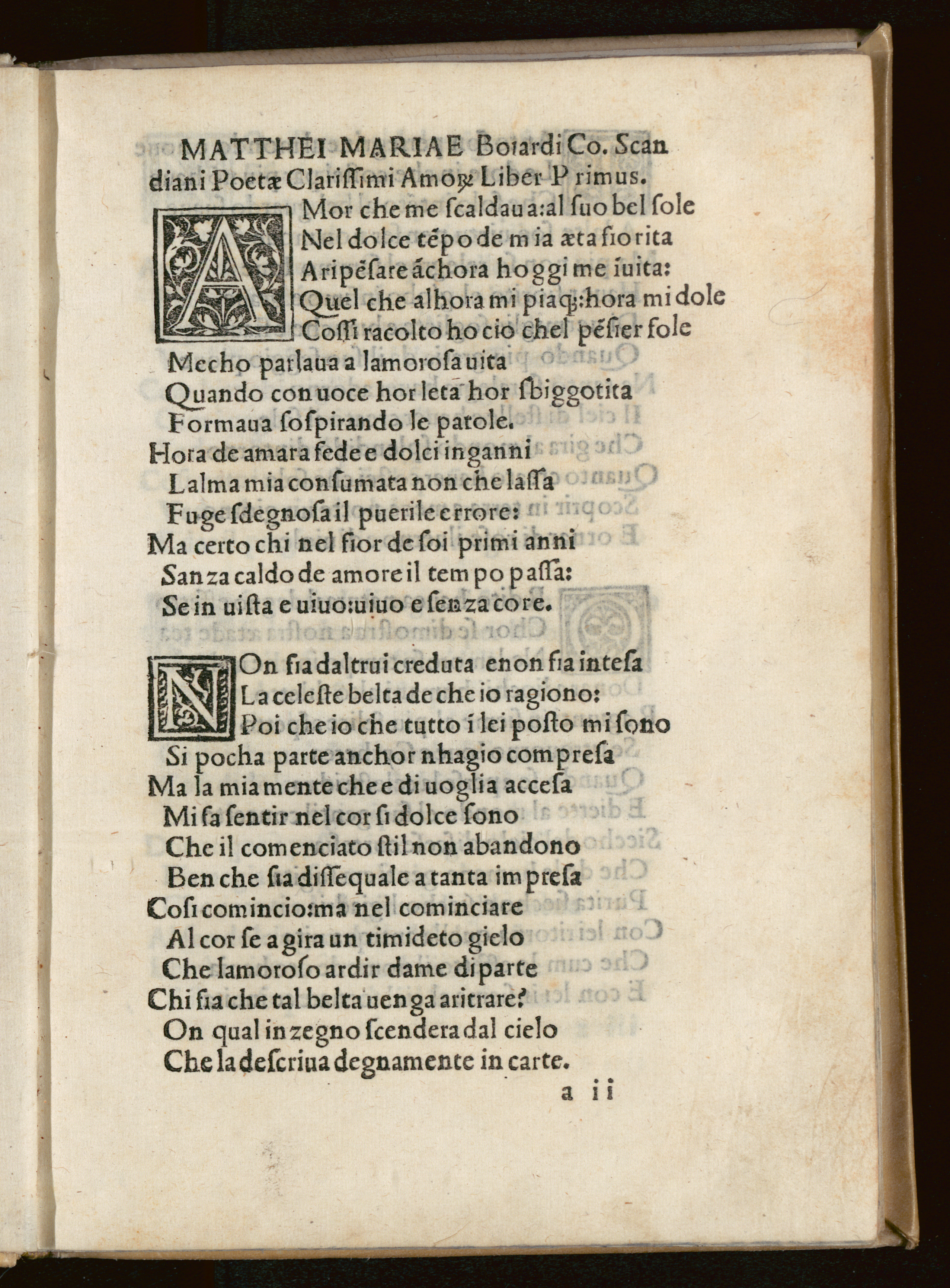
Amorum libri, 1499

W 1476 roku ukończył swój zbiór pieśni włoskich Canzoniere (Zbiór pieśni, nazwany też potem przez autora Amorum libri tres – Księgami miłości) w 3 częściach, z których każda liczyła po 50 sonetów i 10 różnych pieśni (kancon, ballad, madrygałów) – łącznie 180 utworów. Była to wzorowana na Petrarce miłosna autobiografia, w której poeta opowiadał o swej miłości do niestałej Antonii Caprary. Na powiernice swego uczucia wybrał dwie kuzynki, Mariettę i Ginewrę Strozzi, i im opowiada o swoich bólach i radościach. Po radosnym oczekiwaniu następują chwile szczęścia i wzajemności, potem bolesne rozczarowanie, gdy Caprara zakochała się w innym, a wreszcie smutna rezygnacja w obliczu jej zamążpójścia, do czego zresztą przyczyniły się i zewnętrzne okoliczności: Boiardo pojechał z Borsem do Rzymu, a Antonia oddała w tym czasie serce innemu, może młodszemu – poeta miał wtedy trzydzieści siedem lat. Krytycy włoscy spierają się, czy Canzoniere jest w całości poświęcony Caprarze, czy też znalazły w nim wyraz również inne młodzieńcze miłostki Boiarda. Sam poeta mówił, że tylko dwa wielkie uczucia nim władały: przywiązanie do Herkulesa d’Este i miłość do Antonii Caprary.
Boiardo zabarwia swoje wiersze melancholijnym wdziękiem. Swoje przeżycia przedstawia na tle przyrody, która z nim współodczuwa: gdy jest radosny, kwiaty stają się barwniejsze, bledną i tracą świeżość, gdy odczuwa smutek. Pomimo naśladowania Petrarki poeta zachowuje w całym zbiorze znaczną samodzielność i męską siłę. Niewiele tam czułostkowości, każde wyrażenie wypowiedziane jest wyraźnie, jasno i plastycznie. Oprócz Petrarki mistrzami w pracy nad zbiorem byli Boiardowi prowansalscy trubadurzy oraz klasycy starożytności: Horacy i Tibullus.

### Roland zakochany
Głównym dziełem Boiarda jest niedokończony poemat, pisany oktawą w 69 pieśniach – Orlando innamorato (Orland zakochany). Był to pierwszy we włoskiej literaturze utwór łączący elementy średniowiecznego eposu bohaterskiego i opowieści dworskiej. Jego oryginał na długo przesłoniła wydana w 1541 roku przeróbka autorstwa Francesco Berniego. Temat podjęty w tym utworze został mistrzowsko rozwinięty przez Ludovico Ariosto w jego dziele Orland szalony (1532).